# Côndilo lateral do fêmur
O côndilo lateral é uma das duas projeções na extremidade inferior do fêmur. A outra projeção é côndilo medial. O côndilo lateral é o mais proeminente e mais largo em seus diâmetros.

## Significado clínico
A lesão mais comum do côndilo femoral lateral é uma fratura osteocondral combinada com uma luxação patelar. A fratura osteocondral ocorre na porção de suporte de peso do côndilo lateral. Normalmente, o côndilo fratura (e a patela pode se deslocar) como resultado de acidentes em atividades como esqui alpino e paraquedismo. 
A cirurgia de redução aberta e fixação interna é uma alternativa comum utilizada para reparar uma fratura osteocondral. Para uma fratura articular parcial do tipo B1 do côndilo lateral, parafusos interfragmentários são usados para prender o osso novamente. A suplementação de parafusos de contraforte (buttress screws) ou placa de contraforte é usada se a fratura se estender até a metáfise proximal ou diáfise distal. 

## Imagens adicionais

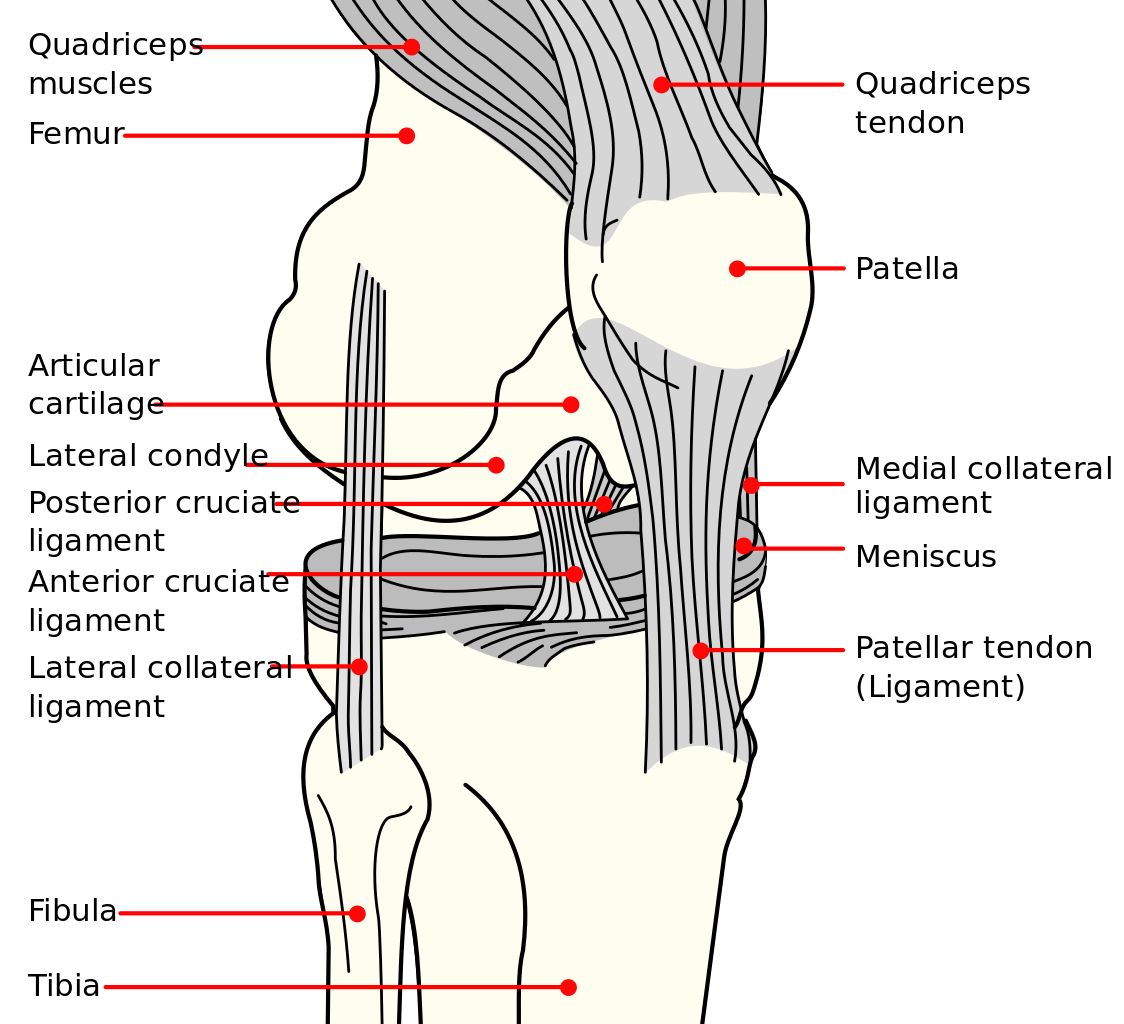
Diagrama de joelho (em inglês).
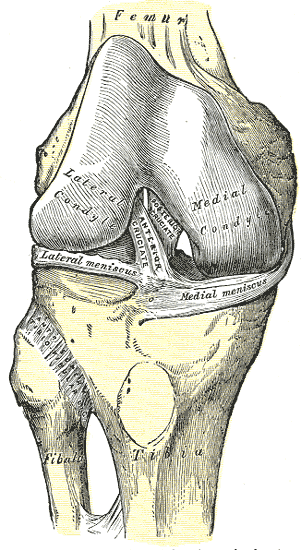
Articulação do joelho direito, de frente, mostrando os ligamentos internos e os côndilos femorais.
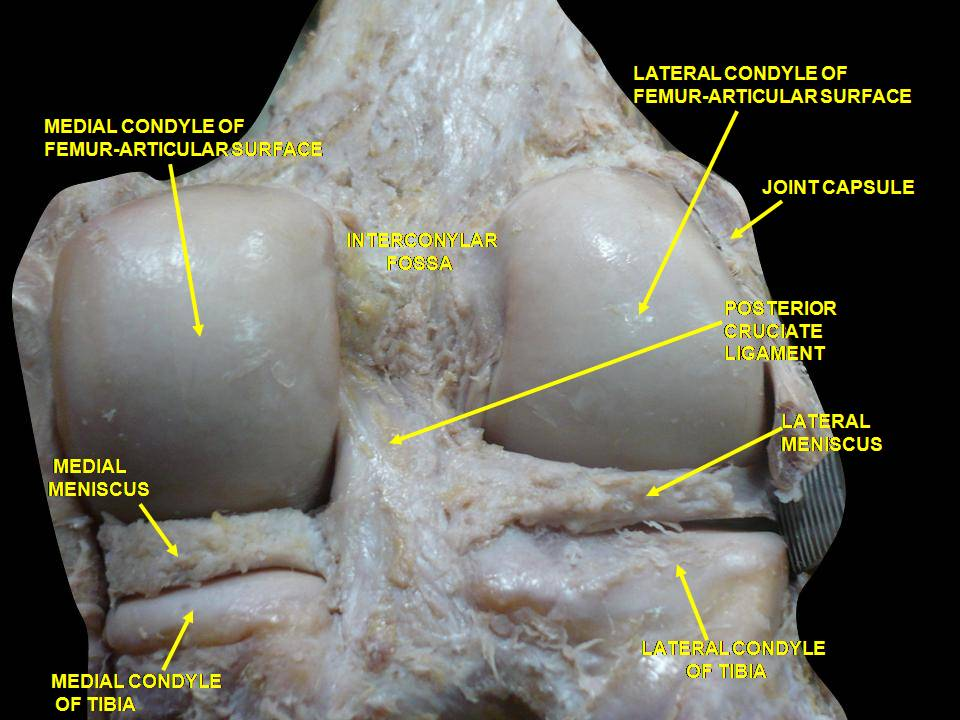
Joelho direito em extensão. Dissecção profunda. Vista posterior.